# Le Phare
Le Phare es una gran sala multiusos de la ciudad de Chambéry, Francia.

## Descripción
El faro se erige en un área de 29 074 m² . El edificio es de 12 000 m². El edificio incluye una sala principal multiusos (1486 a 6207 plazas) y un salón de secundario y, finalmente, los espacios auxiliares (salas de recepción, salas de máquinas, oficinas, camerinos, vestuarios. La arquitectura ha sido realizada por la empresa Patriarca & Co. , bajo la dirección de Jean-Loup Patriarche y Bernard Maillet en Le Bourget-du-Lac. Gran parte del trabajo ha sido realizado por la empresa Léon Grosse de Aix-les-Bains.

## Actividad
Es una gran sala polivalente para conciertos, partidos de balonmano. El Chambéry Savoie Handball juega sus partidos como local en él.